# Liste der Nummer-eins-Hits in Spanien (1996)
Dies ist eine Liste der Nummer-eins-Hits in Spanien im Jahr 1996. Sie basiert auf den offiziellen Chartlisten der Asociación Fonográfica y Videográfica de España (AFYVE, heute Promusicae), der spanischen Landesgruppe der IFPI.

## Singles
| | Liste der Nummer-eins-Hits in Spanien | Liste der Nummer-eins-Hits in Spanien | Liste der Nummer-eins-Hits in Spanien                                         | 1997 → |
| \| Zeitraum \| Wo. ges. \| Interpret \| Titel Autor(en) \| Zusätzliche Informationen \| \| (Zeitraum, Wochen auf Platz eins, Interpret, Titel, Autor[en], zusätzliche Informationen) \| \| \| \| \| \| ----------------------------------------------------------------------------------------- \| -------- \| --------------------- \| ----------------------------------------------------------------------------- \| ----------------------------------------------------------------------------------------------------------------------------------------------------------------------------------------------------------------------------- \| \| 1. Januar 1996 – 7. Januar 1996 1 Woche \| 1 \| Fraktal 2 \| Die Reise Alberto Tapia, Pedro Miras \| Trotz des deutschen Titels handelt es sich um das Techno-Instrumental eines spanischen Produzentenduos, das unter verschiedenen Namen veröffentlichte, darunter Fraktal mit fortlaufender Nummerierung. \| \| 8. Januar 1996 – 14. Januar 1996 1 Woche \| 1 \| EX-3 \| Ex-p-cial Alex Castellano, David Amo, Julio Navas \| Ein Technostück löste das andere ab, diesmal von drei Urhebern. EX-3 steht auch für estrés, spanisch für Stress. \| \| 15. Januar 1996 – 18. Februar 1996 5 Wochen (insgesamt 7) \| 7 \| George Michael \| Jesus to a Child George Michael \| – \| \| 19. Februar 1996 – 3. März 1996 2 Wochen (insgesamt 3) \| 3 \| Robert Miles \| Children Roberto Concina \| – \| \| 4. März 1996 – 10. März 1996 1 Woche \| 1 \| Céline Dion \| Falling into You Billy Steinberg, Rick Nowels, Marie Claire D’Ubaldo \| – \| \| 11. März 1996 – 17. März 1996 1 Woche (insgesamt 3) \| 3 \| Robert Miles \| Children Roberto Concina \| – \| \| 18. März 1996 – 24. März 1996 1 Woche (insgesamt 7) \| 7 \| George Michael \| Jesus to a Child George Michael \| – \| \| 25. März 1996 – 31. März 1996 1 Woche \| 1 \| Take That \| How Deep Is Your Love Barry Gibb, Robin Gibb, Maurice Gibb \| – \| \| 1. April 1996 – 7. April 1996 1 Woche (insgesamt 7) \| 7 \| George Michael \| Jesus to a Child George Michael \| – \| \| 8. April 1996 – 21. April 1996 2 Wochen \| 2 \| Eros Ramazzotti \| La cosa más bella Eros Ramazzotti, Adelio Cogliati, Claudio Guidetti \| – \| \| 22. April 1996 – 19. Mai 1996 4 Wochen \| 4 \| George Michael \| Fastlove George Michael, Patrice Rushen, Freddie Washington, Theresa McFadden \| – \| \| 20. Mai 1996 – 23. Juni 1996 5 Wochen \| 5 \| Juan Antonio Canta \| Danza de los cuarenta limones Juan Antonio Castillo Madico \| – \| \| 24. Juni 1996 – 30. Juni 1996 1 Woche \| 1 \| Sandy y Papo \| Mueve, mueve Erick Morillo, Mark Quashie, Marcus Quintanilla, John G. Wilson \| Die englische Originalversion war zwei Jahre zuvor unter dem Titel I Like to Move It ein internationaler Hit für Reel 2 Real. \| \| 1. Juli 1996 – 7. Juli 1996 1 Woche \| 1 \| B.B.E. \| Seven Days and One Week Bruno Robert Quartier, Bruno Sanchioni \| – \| \| 8. Juli 1996 – 28. Juli 1996 3 Wochen \| 3 \| Gary Barlow \| Forever Love Gary Barlow \| Nach der Auflösung von Take That schafften es gleich drei ehemalige Mitglieder mit ihrem Solodebüt auf Platz eins in Spanien. \| \| 29. Juli 1996 – 18. August 1996 3 Wochen \| 3 \| Robbie Williams \| Freedom George Michael \| Mit seiner Solodebütsingle, einer Coverversion des George-Michael-Hits von 1990, löste Williams seinen ehemaligen Bandkollegen auf Platz eins ab und war damit in Spanien noch erfolgreicher als in seiner englischen Heimat. \| \| 19. August 1996 – 8. September 1996 3 Wochen (insgesamt 4) \| 4 \| George Michael \| Spinning the Wheel George Michael, Jonathan Simon Douglas \| – \| \| 9. September 1996 – 22. September 1996 2 Wochen \| 2 \| Los Deltonos \| ¡A comer a casa! \| – \| \| 23. September 1996 – 20. Oktober 1996 4 Wochen \| 4 \| Michael Jackson \| Stranger in Moscow Michael Jackson \| – \| \| 21. Oktober 1996 – 27. Oktober 1996 1 Woche (insgesamt 4) \| 4 \| George Michael \| Spinning the Wheel George Michael, Jonathan Simon Douglas \| – \| \| 28. Oktober 1996 – 17. November 1996 3 Wochen \| 3 \| The Smashing Pumpkins \| Zero William Patrick Corgan \| Das Album Mellon Collie and the Infinite Sadness brachte der Band um Billy Corgan ihre größten Hits, Zero kam aber in den wenigsten Ländern in die Charts. \| \| 18. November 1996 – 8. Dezember 1996 3 Wochen (insgesamt 5) \| 5 \| Mark Owen \| Child Tim Laws, Mark Owen, Martin Brammer \| Owen ist das dritte Ex-Take-That-Mitglied, das es innerhalb dieses Jahres in Spanien an die Spitze brachte. \| \| 9. Dezember 1996 – 22. Dezember 1996 2 Wochen \| 2 \| Los del Río \| Macarena Christmas Rafael Ruiz Perdigones, Antonio Romero Monge \| – \| \| 23. Dezember 1996 – 5. Januar 1997 2 Wochen (insgesamt 5) \| 5 \| Mark Owen \| Child Tim Laws, Martin Brammer, Mark Owen \| – \| |                                       |                                       |                                                                               | |
| |                                       |                                       |                                                                               | → 1997 → |
| Zeitraum | Wo. ges.                              | Interpret                             | Titel Autor(en)                                                               | Zusätzliche Informationen |
| (Zeitraum, Wochen auf Platz eins, Interpret, Titel, Autor[en], zusätzliche Informationen) |                                       |                                       |                                                                               | |
| 1. Januar 1996 – 7. Januar 1996 1 Woche | 1                                     | Fraktal 2                             | Die Reise Alberto Tapia, Pedro Miras                                          | Trotz des deutschen Titels handelt es sich um das Techno-Instrumental eines spanischen Produzentenduos, das unter verschiedenen Namen veröffentlichte, darunter Fraktal mit fortlaufender Nummerierung.                       |
| 8. Januar 1996 – 14. Januar 1996 1 Woche | 1                                     | EX-3                                  | Ex-p-cial Alex Castellano, David Amo, Julio Navas                             | Ein Technostück löste das andere ab, diesmal von drei Urhebern. EX-3 steht auch für estrés, spanisch für Stress. |
| 15. Januar 1996 – 18. Februar 1996 5 Wochen (insgesamt 7) | 7                                     | George Michael                        | Jesus to a Child George Michael                                               | – |
| 19. Februar 1996 – 3. März 1996 2 Wochen (insgesamt 3) | 3                                     | Robert Miles                          | Children Roberto Concina                                                      | – |
| 4. März 1996 – 10. März 1996 1 Woche | 1                                     | Céline Dion                           | Falling into You Billy Steinberg, Rick Nowels, Marie Claire D’Ubaldo          | – |
| 11. März 1996 – 17. März 1996 1 Woche (insgesamt 3) | 3                                     | Robert Miles                          | Children Roberto Concina                                                      | – |
| 18. März 1996 – 24. März 1996 1 Woche (insgesamt 7) | 7                                     | George Michael                        | Jesus to a Child George Michael                                               | – |
| 25. März 1996 – 31. März 1996 1 Woche | 1                                     | Take That                             | How Deep Is Your Love Barry Gibb, Robin Gibb, Maurice Gibb                    | – |
| 1. April 1996 – 7. April 1996 1 Woche (insgesamt 7) | 7                                     | George Michael                        | Jesus to a Child George Michael                                               | – |
| 8. April 1996 – 21. April 1996 2 Wochen | 2                                     | Eros Ramazzotti                       | La cosa más bella Eros Ramazzotti, Adelio Cogliati, Claudio Guidetti          | – |
| 22. April 1996 – 19. Mai 1996 4 Wochen | 4                                     | George Michael                        | Fastlove George Michael, Patrice Rushen, Freddie Washington, Theresa McFadden | – |
| 20. Mai 1996 – 23. Juni 1996 5 Wochen | 5                                     | Juan Antonio Canta                    | Danza de los cuarenta limones Juan Antonio Castillo Madico                    | – |
| 24. Juni 1996 – 30. Juni 1996 1 Woche | 1                                     | Sandy y Papo                          | Mueve, mueve Erick Morillo, Mark Quashie, Marcus Quintanilla, John G. Wilson  | Die englische Originalversion war zwei Jahre zuvor unter dem Titel I Like to Move It ein internationaler Hit für Reel 2 Real.                                                                                                 |
| 1. Juli 1996 – 7. Juli 1996 1 Woche | 1                                     | B.B.E.                                | Seven Days and One Week Bruno Robert Quartier, Bruno Sanchioni                | – |
| 8. Juli 1996 – 28. Juli 1996 3 Wochen | 3                                     | Gary Barlow                           | Forever Love Gary Barlow                                                      | Nach der Auflösung von Take That schafften es gleich drei ehemalige Mitglieder mit ihrem Solodebüt auf Platz eins in Spanien.                                                                                                 |
| 29. Juli 1996 – 18. August 1996 3 Wochen | 3                                     | Robbie Williams                       | Freedom George Michael                                                        | Mit seiner Solodebütsingle, einer Coverversion des George-Michael-Hits von 1990, löste Williams seinen ehemaligen Bandkollegen auf Platz eins ab und war damit in Spanien noch erfolgreicher als in seiner englischen Heimat. |
| 19. August 1996 – 8. September 1996 3 Wochen (insgesamt 4) | 4                                     | George Michael                        | Spinning the Wheel George Michael, Jonathan Simon Douglas                     | – |
| 9. September 1996 – 22. September 1996 2 Wochen | 2                                     | Los Deltonos                          | ¡A comer a casa!                                                              | – |
| 23. September 1996 – 20. Oktober 1996 4 Wochen | 4                                     | Michael Jackson                       | Stranger in Moscow Michael Jackson                                            | – |
| 21. Oktober 1996 – 27. Oktober 1996 1 Woche (insgesamt 4) | 4                                     | George Michael                        | Spinning the Wheel George Michael, Jonathan Simon Douglas                     | – |
| 28. Oktober 1996 – 17. November 1996 3 Wochen | 3                                     | The Smashing Pumpkins                 | Zero William Patrick Corgan                                                   | Das Album Mellon Collie and the Infinite Sadness brachte der Band um Billy Corgan ihre größten Hits, Zero kam aber in den wenigsten Ländern in die Charts.                                                                    |
| 18. November 1996 – 8. Dezember 1996 3 Wochen (insgesamt 5) | 5                                     | Mark Owen                             | Child Tim Laws, Mark Owen, Martin Brammer                                     | Owen ist das dritte Ex-Take-That-Mitglied, das es innerhalb dieses Jahres in Spanien an die Spitze brachte. |
| 9. Dezember 1996 – 22. Dezember 1996 2 Wochen | 2                                     | Los del Río                           | Macarena Christmas Rafael Ruiz Perdigones, Antonio Romero Monge               | – |
| 23. Dezember 1996 – 5. Januar 1997 2 Wochen (insgesamt 5) | 5                                     | Mark Owen                             | Child Tim Laws, Martin Brammer, Mark Owen                                     | – |

## Alben
| | Liste der Nummer-eins-Hits in Spanien | Liste der Nummer-eins-Hits in Spanien | Liste der Nummer-eins-Hits in Spanien | 1997 →                    |
| \| Zeitraum \| Wo. ges. \| Interpret \| Titel \| Zusätzliche Informationen \| \| (Zeitraum, Wochen auf Platz eins, Interpret, Titel, zusätzliche Informationen) \| \| \| \| \| \| ------------------------------------------------------------------------------ \| -------- \| ------------------- \| ---------------------------------- \| ------------------------- \| \| 26. Dezember 1995 – 25. Februar 1996 9 Wochen (insgesamt 17) \| 17 \| Gloria Estefan \| Abriendo puertas \| – \| \| 26. Februar 1996 – 3. März 1996 1 Woche \| 1 \| Oasis \| (What’s the Story) Morning Glory? \| – \| \| 4. März 1996 – 24. März 1996 3 Wochen (insgesamt 17) \| 17 \| Gloria Estefan \| Abriendo puertas \| – \| \| 25. März 1996 – 14. April 1996 3 Wochen \| 3 \| Mark Knopfler \| Golden Heart \| – \| \| 15. April 1996 – 21. April 1996 1 Woche (insgesamt 3) \| 3 \| Take That \| Greatest Hits Vol. 1 \| – \| \| 22. April 1996 – 28. April 1996 1 Woche \| 1 \| Joan Manuel Serrat \| Banda sonora d’un temps, d’un país \| – \| \| 29. April 1996 – 12. Mai 1996 2 Wochen (insgesamt 3) \| 3 \| Take That \| Greatest Hits Vol. 1 \| – \| \| 13. Mai 1996 – 23. Juni 1996 6 Wochen \| 6 \| George Michael \| Older \| – \| \| 24. Juni 1996 – 7. Juli 1996 2 Wochen \| 2 \| Joaquín Sabina \| Yo, mi, me, contigo \| – \| \| 8. Juli 1996 – 25. August 1996 7 Wochen (insgesamt 14) \| 14 \| Rosana \| Lunas rotas \| – \| \| 26. August 1996 – 8. September 1996 2 Wochen \| 2 \| Mike Oldfield \| Voyager \| – \| \| 9. September 1996 – 29. September 1996 3 Wochen (insgesamt 14) \| 14 \| Rosana \| Lunas rotas \| – \| \| 30. September 1996 – 6. Oktober 1996 1 Woche \| 1 \| Héroes del Silencio \| Para siempre \| – \| \| 7. Oktober 1996 – 3. November 1996 4 Wochen (insgesamt 14) \| 14 \| Rosana \| Lunas rotas \| – \| \| 4. November 1996 – 8. Dezember 1996 5 Wochen \| 5 \| Julio Iglesias \| Tango \| – \| \| 9. Dezember 1996 – 1. März 1997 11 Wochen (insgesamt 15) \| 15 \| Spice Girls \| Spice \| – \| |                                       |                                       |                                       |                           |
| |                                       |                                       |                                       | → 1997 →                  |
| Zeitraum | Wo. ges.                              | Interpret                             | Titel                                 | Zusätzliche Informationen |
| (Zeitraum, Wochen auf Platz eins, Interpret, Titel, zusätzliche Informationen) |                                       |                                       |                                       |                           |
| 26. Dezember 1995 – 25. Februar 1996 9 Wochen (insgesamt 17) | 17                                    | Gloria Estefan                        | Abriendo puertas                      | –                         |
| 26. Februar 1996 – 3. März 1996 1 Woche | 1                                     | Oasis                                 | (What’s the Story) Morning Glory?     | –                         |
| 4. März 1996 – 24. März 1996 3 Wochen (insgesamt 17) | 17                                    | Gloria Estefan                        | Abriendo puertas                      | –                         |
| 25. März 1996 – 14. April 1996 3 Wochen | 3                                     | Mark Knopfler                         | Golden Heart                          | –                         |
| 15. April 1996 – 21. April 1996 1 Woche (insgesamt 3) | 3                                     | Take That                             | Greatest Hits Vol. 1                  | –                         |
| 22. April 1996 – 28. April 1996 1 Woche | 1                                     | Joan Manuel Serrat                    | Banda sonora d’un temps, d’un país    | –                         |
| 29. April 1996 – 12. Mai 1996 2 Wochen (insgesamt 3) | 3                                     | Take That                             | Greatest Hits Vol. 1                  | –                         |
| 13. Mai 1996 – 23. Juni 1996 6 Wochen | 6                                     | George Michael                        | Older                                 | –                         |
| 24. Juni 1996 – 7. Juli 1996 2 Wochen | 2                                     | Joaquín Sabina                        | Yo, mi, me, contigo                   | –                         |
| 8. Juli 1996 – 25. August 1996 7 Wochen (insgesamt 14) | 14                                    | Rosana                                | Lunas rotas                           | –                         |
| 26. August 1996 – 8. September 1996 2 Wochen | 2                                     | Mike Oldfield                         | Voyager                               | –                         |
| 9. September 1996 – 29. September 1996 3 Wochen (insgesamt 14) | 14                                    | Rosana                                | Lunas rotas                           | –                         |
| 30. September 1996 – 6. Oktober 1996 1 Woche | 1                                     | Héroes del Silencio                   | Para siempre                          | –                         |
| 7. Oktober 1996 – 3. November 1996 4 Wochen (insgesamt 14) | 14                                    | Rosana                                | Lunas rotas                           | –                         |
| 4. November 1996 – 8. Dezember 1996 5 Wochen | 5                                     | Julio Iglesias                        | Tango                                 | –                         |
| 9. Dezember 1996 – 1. März 1997 11 Wochen (insgesamt 15) | 15                                    | Spice Girls                           | Spice                                 | –                         |